# 大友経家
大友 経家（おおども つねいえ）は、平安時代末期の武士。中世九州の雄族である大友氏のルーツにあたる人物。名は波多野経家とも。

## 生涯
相模国余綾郡の豪族波多野氏の惣領義通の子で、同国足柄上郡大友（おおども）郷を領して名字の地とした。治承・寿永の乱では源頼朝に従い、源範頼・義経らが指揮する西国の合戦に従軍。元暦2年（1185年）平氏滅亡後、鎌倉へ帰還した経家は頼朝に召されて合戦の詳細を報告している。
経家は鎌倉幕府の文官・中原親能を幼少のころより自領で養育し、自らの女婿として大友郷を継承させていた。そして文治4年（1188年）までには親能の養子となっていた経家外孫の能直が継承し、母方の名字を継いで大友氏を称して後の九州大友氏の祖となった。